# 紹盧季基 (涅米羅夫區)
48°54′38″N 28°47′30″E / 48.91056°N 28.79167°E
紹盧季基（烏克蘭語：Шолудьки），是烏克蘭西南部的村莊，隸屬文尼察州的文尼察區。該村面積0.1平方公里，海拔高度239米，2001年人口268，人口密度每平方公里2,680人。